# Alice Orr-Ewing
Alice Orr-Ewing, née le 7 juillet 1989, est une actrice britannique.

## Biographie
Alice Orr-Ewing est la fille de Robert James Orr-Ewing et Susannah (née Bodley Scott) ainsi que la petite-fille de l'homme politique Ian Orr-Ewing. Elle a suivi des cours à la London Academy of Music and Dramatic Art de 2008 à 2011.

## Filmographie

### Cinéma
- 2007 : Reviens-moi : une infirmière
- 2012 : A Fantastic Fear of Everything : Livinia
- 2012 : The Scapegoat
- 2014 : Mr. Turner : la seconde jeune fille
- 2014 : Une merveilleuse histoire du temps : Diana

### Télévision
- 2013 : Hercule Poirot (série télévisée) : Judith Hastings (épisode final)
- 2013 : Blandings (série télévisée) : Angela (1 épisode)
- 2014 : Pramface : Penny (1 épisode)
- 2016 : Victoria : Lady Flora Hastings (rôle récurrent[3])
- 2018 : A Very English Scandal (mini-série) : Caroline Allpass (2 épisodes)
- 2022 : This Is Going to Hurt
- 2023 : Bienvenue à Sanditon : Lydia Montrose